# Аскро
Аскро (фр. Ascros) насеље је и општина у Француској у региону Прованса-Алпи-Азурна обала, у департману Приморски Алпи која припада префектури Ница.
По подацима из 2004. године у општини је живело 153 становника, а густина насељености је износила 8 становника/km². Општина се простире на површини од 17,74 km². Налази се на средњој надморској висини од 1150 метара (максималној 1.449 m, а минималној 600 m).

## Демографија
| 1962. | 1968. | 1975. | 1982. | 1990. | 1999. | 2011. |
| ----- | ----- | ----- | ----- | ----- | ----- | ----- |
| 131   | 143   | 120   | 132   | 123   | 145   | 168   |

График промене броја становника у току последњих година